# Calamaria lumholtzi
Calamaria lumholtzi là một loài rắn trong họ Rắn nước. Loài này được Andersson mô tả khoa học đầu tiên năm 1923.